# Herbert Collum

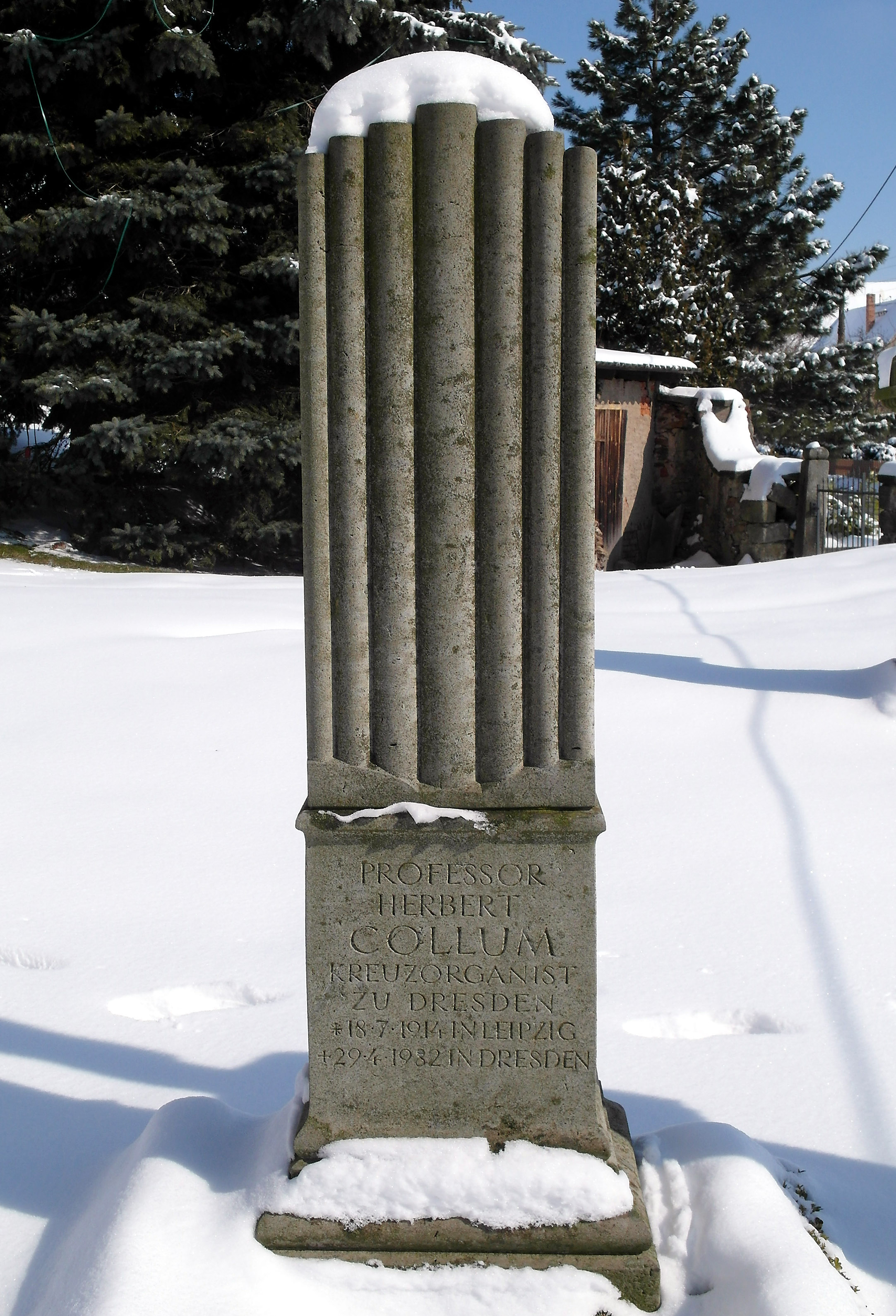
Grabmal von Herbert Collum auf dem Friedhof Reinhardtsgrimma.

Herbert Collum (* 18. Juli 1914 in Leipzig; † 29. April 1982 in Dresden) war ein deutscher Organist, Cembalist, Komponist und Dirigent.

## Leben
Collum besuchte zwischen 1921 und 1929 eine Leipziger Volksschule. Danach studierte er von 1930 bis 1934 bei Karl Straube und Günther Ramin in Orgel, Carl Adolf Martienssen in Klavier, Kurt Thomas in Chordirigieren und Johann Nepomuk David in Komposition am Kirchenmusikalischen Institut Leipzig. Auch Fritz Reuter gehörte dort zu seinen Lehrern. Bereits ab 1927 war er stellvertretender Organist an der St. Matthäikirche Leipzig. Von 1932 bis 1935 wirkte er als Assistent von Professor Günther Ramin an der Thomaskirche Leipzig. Seine Hauptschaffensphase war die Zeit als Dresdner Organist an der Dresdner Kreuzkirche, die mit seiner Berufung 1935 begann und mit seinem Tode im April 1982 endete. Als sein Nachfolger wurde Michael-Christfried Winkler gewählt. In der Vesper der Kreuzkirche spielte er am 23. Januar 1937 die Dresdner Erstaufführung der Choralpartita „Ach Gott, vom Himmel sieh darein“ op. 22, Nr. 1 von Günter Raphael.
Im Jahr 1946 rief er den Collum-Chor und die Collum-Konzerte ins Leben. Anlässlich des 200. Todestages von Johann Sebastian Bach fanden von September 1949 bis August 1950 insgesamt 24 Collum-Konzerte statt. Unter Collums Leitung musizierten Solisten, der Collum-Chor sowie Mitglieder der Sächsischen Staatskapelle. Aufführungsorte waren die Dresdner Martin-Luther-Kirche in der Neustadt und die Reformierte Kirche, weil die 1945 ausgebrannte Kreuzkirche noch nicht wieder genutzt werden konnte.
In seiner Zeit als Kreuzorganist nahm Herbert Collum auch verschiedene Lehraufträge wahr. Von 1942 bis 1945 und erneut zwischen 1954 und 1956 war er Lehrer am Landeskonservatorium für Musik in Dresden und daran anschließend bis 1958 Lehrbeauftragter für Orgel an der Dresdner Musikhochschule. Außerdem wirkte Collum zwischen 1949 und 1961 als Dozent für Orgel an der Kirchenmusikschule Berlin-Spandau. Im Jahr 1960 erfolgte seine Ernennung zum Professor. Ab 1964 war er Lehrbeauftragter für Cembalo an der Dresdner Musikhochschule. Im selben Jahr wurde er in die Jury des Internationalen Bach-Wettbewerbs Leipzig berufen.
Im Jahr 1942 heiratete er die Sängerin und Pädagogin Herta Maria Böhme-Collum. Bereits ein Jahr später ging aus der Verbindung der Kirchenmusiker Christian Collum hervor.
Herbert Collum wurde seinem letzten Wunsch entsprechend in Reinhardtsgrimma beigesetzt. An der Silbermann-Orgel der dortigen Kirche hat er häufig konzertiert und auch eine Schallplattenaufnahme in der Reihe „Bachs Orgelwerke auf Silbermannorgeln“ eingespielt. Deshalb ist diese Orgel eine der bekanntesten in Sachsen. Die von Herbert Collum begründete Konzerttradition wird heute unter Leitung des Freiberger Domorganisten Albrecht Koch erfolgreich fortgeführt.

## Ehrungen
Im Jahr 1973 erhielt Collum den Kunstpreis der DDR. In Dresden wurde später die Herbert-Collum-Straße nach ihm benannt. 1982 erhielt er postum den Martin-Andersen-Nexö-Kunstpreis der Stadt Dresden.

## Nachlass
Der Nachlass von Herbert Collum wird in der Sächsischen Landesbibliothek – Staats- und Universitätsbibliothek Dresden aufbewahrt.

## Kompositionen (Auswahl)

### Orchestermusik
- Sinfonie Nr. 1 (c), 1939
- Sinfonie Nr. 2 (a), 1940
- Konzert für Flöte und Kammerorchester, 1944
- Konzert C-Dur für Orchester – UA am 1. Juli 1953 durch die Dresdner Philharmonie, Dirigent: Franz Jung
- Konzert in E für Streichorchester – UA am 28. Mai 1955 durch die Sächsische Staatskapelle Dresden, Dirigent: Franz Konwitschny
- Konzertante Musik Nr. 1, 1961
- Konzertante Musik Nr. 2, 1964
- Moritzburger Konzert Nr. 1, 1965
- Moritzburger Konzert Nr. 2, 1968
- 5 Konzerte für Cembalo und Kammerorchester
- Ankunftssinfonietta für Kammerorchester, 1974

### Orgelwerke
- Totentanz – Variationen über ein altes Volkslied: „Es ist ein Schnitter, heißt der Tod“, 1944
- Orgelbuch der Dresdner Kreuzkirche, 1950
- Suite, 1952
- Orgelsuite, 1962
- Toccata, 1964
- Leksand Suite, 1966
- Fantasia, 1969
- Siljan Suite, 1970
- Metamorphose, 1970
- Fantasie über Glocken der Kreuzkirche (EGAHD), 1973
- Konzert für Orgel und Orchester, 1975 – UA 10.–12. April 1975 durch die Dresdner Philharmonie, Dirigent: Hartmut Haenchen
- Fantasie – Triptychon, 1975
- 2 Konzerte für Orgel und Vibraphon, 1978
- „Media in vita“ für Vibraphon und Orgel – UA am 11. Juni 1979 in der Kreuzkirche Dresden

### Kammermusik
- Suite für Klavier, 1945
- Sonate für Flöte und Klavier, 1954
- Neue Klavierstücke (223 Sätze), 1960–1962

### Vokalmusik
- 3 Weihnachtslieder, 1943
- Johannespassion, 1953
- Wie liegt die Stadt so wüst, 1956
- Denn wir haben hier keine bleibende Stadt, 1959
- Te Deum, 1959
- Großer Psalter, 1961
- Deutsches Magnificat, 1962
- Fantasie über b-a-c-h, 1964
- Geistliche Motetten und Gesänge

### Theatermusik
- 1955: Heinrich von Kleist: Prinz Friedrich von Homburg oder die Schlacht bei Fehrbellin – Regie: Fritz Wendel (Staatsschauspiel Dresden)

## Tondokumente
- Bach: Französische Suiten (1–6)
- Bach: Das Orgelwerk auf Silbermann-Orgeln